# Comuna Andriivka, Horol
Andriivka (în ucraineană Андріївка) este o comună în raionul Horol, regiunea Poltava, Ucraina, formată din satele Andriivka (reședința), Dubove, Kozubivka, Novîi Bairak, Sofîne, Treteakove și Veazivok.

## Demografie
Componența lingvistică a comunei Andriivka
     Ucraineană (97,36%)
     Rusă (2,48%)
     Alte limbi (0,16%)
Conform recensământului din 2001, majoritatea populației comunei Andriivka era vorbitoare de ucraineană (97,36%), existând în minoritate și vorbitori de rusă (2,48%).